# Brissy-Hamégicourt
Brissy-Hamégicourt – miejscowość i gmina we Francji, w regionie Hauts-de-France, w departamencie Aisne.
Według danych na styczeń 2014 roku gminę zamieszkiwało 661 osób, a gęstość zaludnienia wynosiła 53,4 osób/km².